# Hongeo koreana
Hongeo koreana (лат.) — вид хрящевых рыб из семейства ромбовых скатов, единственный в роде Hongeo. Обитают в умеренных водах северо-западной части Тихого океана. Встречаются на глубине до 180 м. Их крупные, уплощённые грудные плавники образуют диск в виде ромба. Максимальная зарегистрированная длина 84 см. Откладывают яйца. Являются объектом целевого промысла.

## Таксономия
Впервые вид был научно описан в 1997 году как Raja koreana и в следующем году выделен в самостоятельный род. Для уточнения таксономического статуса необходимы дальнейшие исследования. Родовое название происходит от слова  кор. 홍어 — «скат». Видовое название дано по географическому месту обитания. Голотип представляет собой взрослую самку длиной 73,5 см, пойманную в юго-западной части Корейского моря 34°02′ с. ш. 126°08′ в. д. на глубине 30—70 м. 

## Ареал
Эти демерсальные скаты обитают у южного побережья Корейского полуострова. Встречаются на глубине от 30 до 180 м.

## Описание
Широкие и плоские грудные плавники этих скатов образуют диск в форме ромба. На вентральной стороне диска расположены 5 жаберных щелей, ноздри и рот. На длинном хвосте имеются латеральные складки. У этих скатов 2 редуцированных спинных плавника и редуцированный хвостовой плавник.
Максимальная зарегистрированная длина 84 см.

## Биология
Подобно прочим ромбовым эти скаты откладывают яйца, заключённые в жёсткую роговую капсулу с выступами на концах. Эмбрионы питаются исключительно желтком. Длина капсулы 11,3 см, ширина 4,0 см.

## Взаимодействие с человеком
Эти скаты являются объектом целевого промысла. Попадаются в качестве прилова. Мясо употребляют в пищу. За 15 месяцев (сентябрь 2002 — декабрь 2003) на южнокорейских рыбных рынках было обнаружено не более 100 скатов данного вида. Данных для оценки Международным союзом охраны природы охранного статуса вида недостаточно.